# جومپا لاهیری
جومپا لاهیری (به انگلیسی: Jhumpa Lahiri) (به بنگالی:ঝুম্পা লাহিড়ী) با نام نیلانجانا سودشنا (به انگلیسی: Nilanjana Sudeshna) (زادهٔ ۱۱ ژوئیه ۱۹۶۷ در لندن) نویسنده آمریکایی هندی‌تبار است.
لاهیری با نخستین اثرش، مجموعه داستان مترجم دردها (۱۹۹۹)، برنده جایزه ادبی پولیتزر در سال ۲۰۰۰ شد. همچنین نخستین رمان او به نام همنام (۲۰۰۳) در ساخت فیلمی به همین نام در سال ۲۰۰۷ مورد اقتباس قرار گرفت.

## زندگی‌نامه
پدر و مادر لاهیری از مهاجران هندی (بنگالی) بودند که از کلکته به لندن مهاجرت کرده بودند. پدر جومپا کتابدار دانشگاه بود. او در لندن به دنیا آمد، خانواده‌اش وقتی که وی ۳ ساله بود به آمریکا مهاجرت کردند و به این ترتیب جومپا در رود آیلند آمریکا بزرگ شد. مادر جومپا علاقه‌مند بود که فرزندانش با فرهنگ بنگالی به خوبی آشنا باشند از همین رو آنها اغلب برای دیدن اقوامشان به کلکته می‌رفتند.

لاهیری به کالج برنارد رفت و مدرک لیسانس در رشته ادبیات انگلیسی را در سال ۱۹۸۹ دریافت کرد. پس از آن به دانشگاه بوستون رفت و سه مدرک فوق‌لیسانس در رشته‌های زبان انگلیسی، نگارش خلاقانه و ادبیات تطبیقی و نیز مدرک دکترا در رشته مطالعات رنسانس را از این دانشگاه دریافت کرد.

لاهیری در سال ۲۰۰۱ با آلبرتو ووروولیاس-بوش روزنامه‌نگار ازدواج کرد. آنها دارای دو فرزند به نام‌های اکتاویو و نور هستند و در بروکلین زندگی می‌کنند.

## ترجمه آثار به فارسی
همه کتاب‌های لاهیری از جمله مترجم دردها، همنام و خاک غریب در ایران به زبان فارسی ترجمه و منتشر شده‌اند. ترجمه اکثر آثار لاهیری را امیرمهدی حقیقت انجام داده و برخی از این آثار را مترجمان دیگری نیز از جمله مژده دقیقی، فریده اشرفی، زهره خلیلی، گیتا گرکانی و محمدرضا جوانیان ترجمه کرده‌اند.

جومپا لاهیری طی قراردادی رسمی کپی رایت ترجمهٔ فارسی خاک غریب و گودی را به نشر ماهی واگذار کرده است. 
داستانهای رم عنوان جدیدترین اثر لاهیری است که نشر نون آن را با نام خانه‌ی پرنور (داستانهای رم) با ترجمه محمدرضا جوانیان منتشر کرده است. این کتاب شامل نه داستان کوتاه است که همگی موضوع مهاجرت را در قالب داستانهای مختلف روایت می‌کنند. 
جایی که هستم نام کتاب دیگر لاهیری است و نخستین تجربهٔ داستان‌نویسی او به زبان ایتالیایی به شمار می‌رود. انتشارات کتاب تداعی این کتاب را در سال ۱۳۹۹ و با ترجمهٔ غزل قربان‌پور منتشر کرد.

## آثار شاخص لاهیری

### مجموعه داستان‌های کوتاه
- ۱۴۰۳- خانه‌ی پرنور (داستانهای رم)، نشر نون، مترجم محمدرضا جوانیان
- ۱۹۹۹- مترجم دردها با ترجمه امیرمهدی حقیقت و ترجمان دردها با ترجمه مژده دقیقی
- ۲۰۰۸- خاک غریب با ترجمه امیرمهدی حقیقت و به کسی مربوط نیست با ترجمه گلی امامی

### رمان
- گودی (۲۰۱۳) به ترجمه امیرمهدی حقیقت
- همنام (۲۰۰۳) به ترجمه امیرمهدی حقیقت، فریده اشرفی و گیتا گرکانی
- جایی که هستم (ایتالیایی) (۲۰۱۸) به ترجمه غزل قربان‌پور
- همین حوالی (انگلیسی) (۲۰۱۸) به ترجمه راضیه خشنود، نشر ماهی

### داستان کوتاه
- ۲۰۰۴- جهنم-بهشت (- متن کامل)
- ۲۰۰۶- اولین و آخرین بار (- متن کامل)
- ۲۰۰۷-آخر سال

## جایزه‌ها
- ۲۰۰۰- برنده جایزه ادبی پولیتزر برای مترجم دردها
- ۲۰۰۰- برنده جایزه بهترین «اثر نخست» مجله نیویورکر برای مترجم دردها
- ۲۰۰۷- برنده نشان شیر کتابخانه عمومی نیویورک[۶]
- ۲۰۰۸- برنده جایزه داستان کوتاه «فرانک اُکانر» برای خاک غریب